# Annemarie Schuster

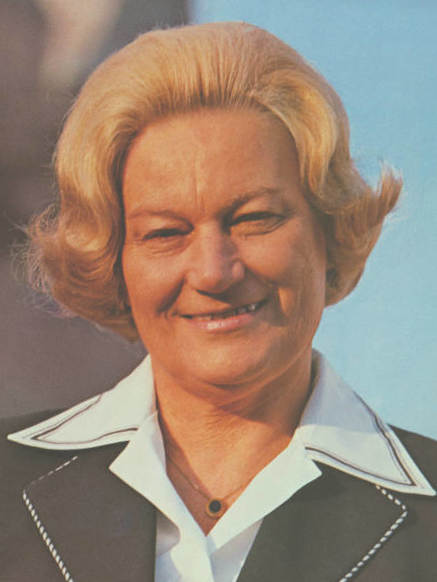
Annemarie Schuster (1979)

Annemarie Schuster (gebürtig Annemarie Burmester; * 14. Dezember 1917 in Lübeck; † 20. Mai 1996) war eine deutsche Politikerin (CDU). Sie war von 1962 bis 1987 Mitglied des Schleswig-Holsteinischen Landtags.

## Leben
Annemarie Schuster besuchte nach der Mittleren Reife eine Bildungsanstalt für Frauenberufe und wurde staatlich geprüfte Hauswirtschaftsmeisterin. 1957 trat sie der CDU bei. Bei der Wahl am 25. Oktober 1959 zog sie über die CDU-Liste in die Lübecker Bürgerschaft ein. Sie wurde 1962, 1966 und 1970 wiedergewählt.
Neben ihrem Bürgerschaftsmandat war sie ab 1962 Abgeordnete des Landtags von Schleswig-Holstein, dem sie bis 1987 angehörte. 1962, 1971 und 1975 zog sie über die CDU-Landesliste ein; 1967 wurde sie im Wahlkreis Lübeck-Mitte gewählt, 1979 und 1983 erhielt sie das Direktmandat im Wahlkreis Lübeck-Süd. Sie gehörte einer Vielzahl von Ausschüssen an, war 1969 Vorsitzende des Ausschusses für Heimatvertriebene und Parlamentarische Staatssekretärin im Kabinett Stoltenberg III von 1979 bis 1982, im Kabinett Barschel I 1981/1982 sowie in dem folgenden Kabinett Barschel II bis 1987. 1969, 1974 und 1979 war sie Mitglied der Bundesversammlung.
Annemarie Schuster war neben ihren politischen Ämtern gesellschaftlich engagiert. Sie gehörte unter anderem der Deutschen Angestellten-Gewerkschaft an, dem Diakonischen Werk, der Gesellschaft zur Beförderung gemeinnütziger Tätigkeit, dem Deutschen Hausfrauen-Bund und der Stiftung Herzogtum Lauenburg.
Annemarie Schuster war verheiratet und hatte vier Kinder.

### Parteifunktionen
Ab 1960 war Annemarie Schuster Mitglied im CDU-Kreisvorstand Lübeck. Weitere Parteifunktionen waren der Landesvorsitz der CDU-Frauenvereinigung Schleswig-Holstein von 1968 bis 1981; ab 1969 gehörte sie dem Landesvorstand der CDU in Schleswig-Holstein an und war von 1971 bis 1979 stellvertretende Landesvorsitzende der CDU Schleswig-Holstein. 1969 wurde sie zudem in den Bundesvorstand der CDU-Frauenvereinigung gewählt.

## Auszeichnungen
- Ehrenplakette des Senats der Hansestadt Lübeck
- Freiherr-vom-Stein-Medaille
- Großes Verdienstkreuz (1978)
- Bundesverdienstkreuz 1. Klasse (1970)